# Little Eva
Little Eva, właśc. Eva Narcissus Boyd, (ur. 29 czerwca 1943, zm. 10 kwietnia 2003) – popularna amerykańska piosenkarka, znana z mocnego, czystego głosu o unikalnym ciepłym brzmieniu.
Wykonywała utwory w stylu soul, R&B, rock, pop i gospel. Wychowała się w Belhaven w Karolinie Północnej, w muzykalnej i religijnej rodzinie - była dziesiątym z trzynaściorga dzieci. Od dziecka marzyła by podobnie jak starsze rodzeństwo założyć własny zespół. Muzyki słuchała głównie w radio i kościele, inspirowały ją gospel, country, rhythm & blues i rock & roll. Została odkryta przez popularnych twórców utworów muzycznych: Carole King i Gerry'ego Goffina (Boyd pracowała u nich w Nowym Jorku jako pokojówka i opiekunka do dzieci). Prawdopodobnie z uwagi na to, że miała mniej niż pięć stóp wzrostu, jej pierwsza wytwórnia pływowa Dimension Records wypromowała ją pod pseudonimem artystycznym Little Eva (Mała Eva). W pierwszej połowie lat 60" zyskała światową sławę wykonując wiele przebojów, m.in. "Keep Your Hands Off My Baby", "Sharing You", "Breaking up Is Hard to Do", "Will You Love Me Tomorrow ?", "Some Kind a Wonderful", "Where Do I Go", "Down Home", "Run to Her", "Uptown", "Please Hurt Me", "Old Smokey Locomotion", "Takin' Back What I Said”, "Stand By Me". Podczas występów prezentowała efektowne, "oszczędne" kroki taneczne, które były jej własnym pomysłem. Największy komercyjny sukces (miliony sprzedanych płyt) odniósł utwór "The Loco-Motion" z 1962 roku, który doczekał się kilku coverów na szczytach światowych list przebojów (m.in w wykonaniu Kylie Minogue z 1988 r.). W drugiej połowie lat 60' jej popularność znacznie spadła, jednak nadal nagrywała i występowała w nowojorskich klubach. W roku 1971, po śmierci matki i separacji z mężem, Eva rzuciła biznes muzyczny i wróciła z trójką małych dzieci do Belhaven. Ponieważ dotychczas mało zarabiała (podobno dostawała tylko 50$ tygodniowo) oraz nie była właścicielem praw do swoich nagrań została bez pieniędzy. Dlatego musiała zatrudnić się m.in. jako gospodyni domowa, dozorczyni i kucharka. Kiedy nie było pracy, ona i dzieci utrzymywały się z zasiłku. Pod koniec lat 80' na fali wzrostu popularności jej piosenek powróciła do występów na żywo, nagrała też kilka nowych utworów.